# کارلستا
شهر کارلستا (به سوئدی: Karlstad) در بخش کارلسته در کشور سوئد واقع شده‌است. جمعیت این شهر ۱۹۵۶٫۴  نفر است.

## نگارخانه

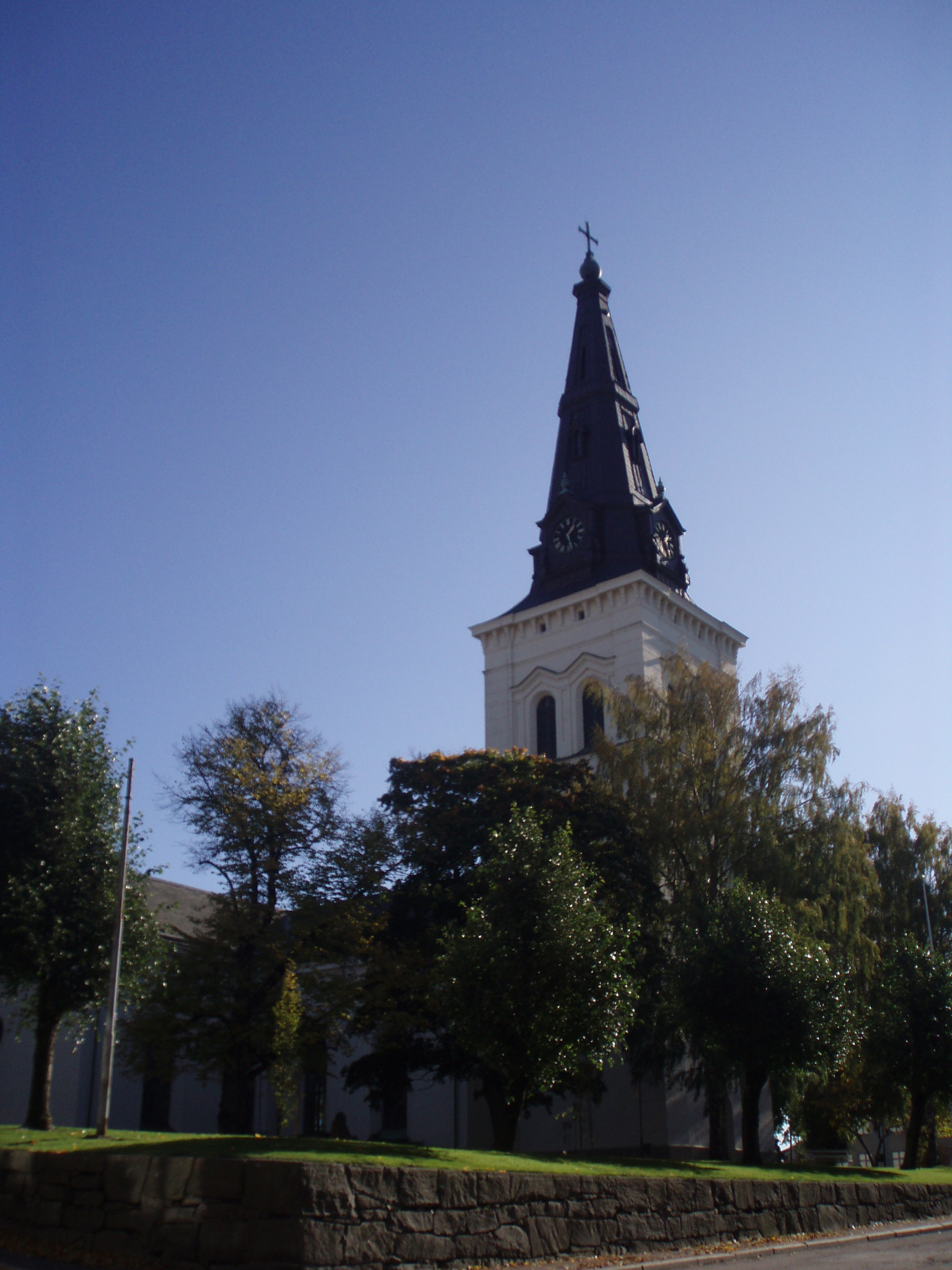
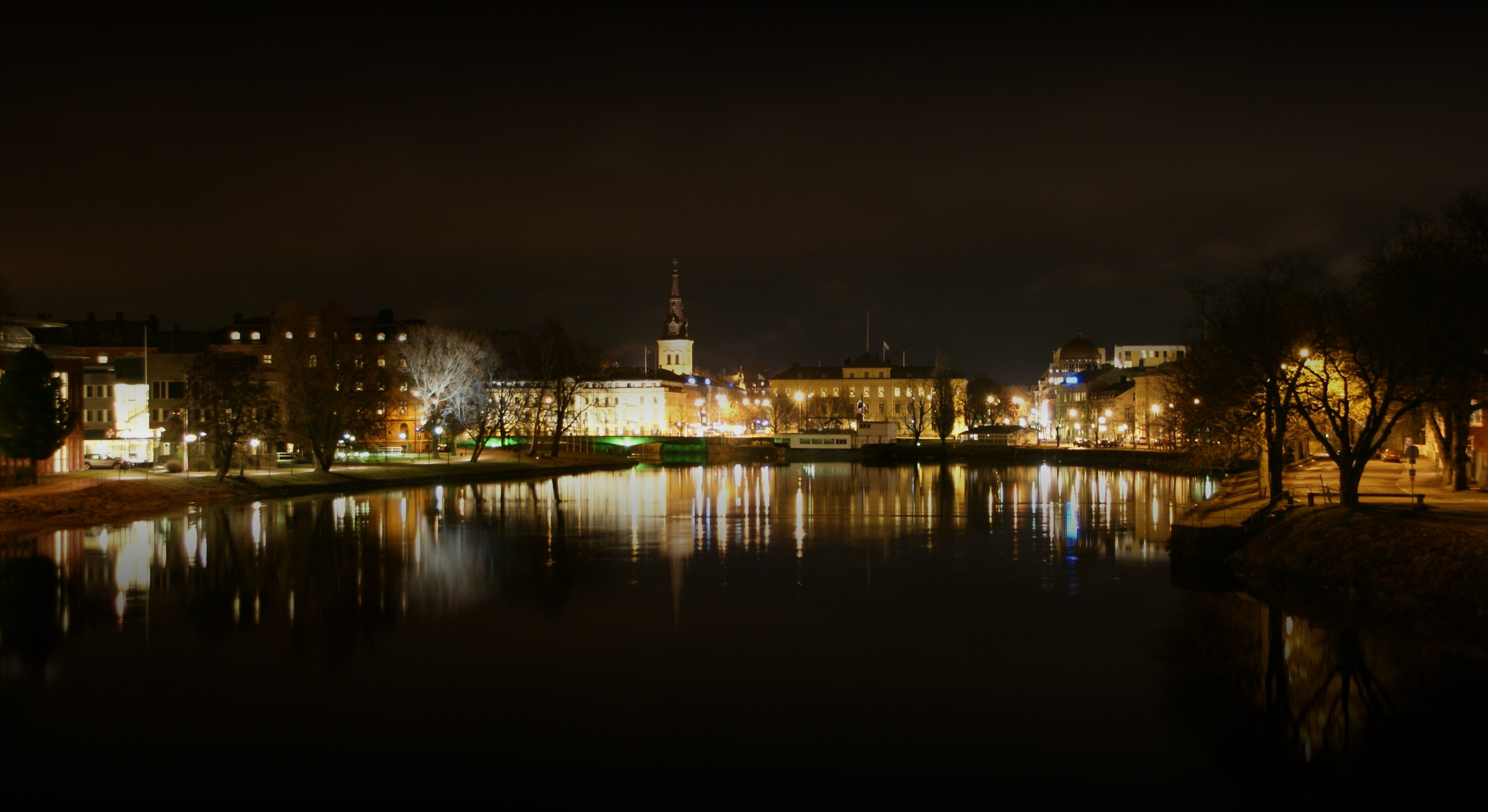
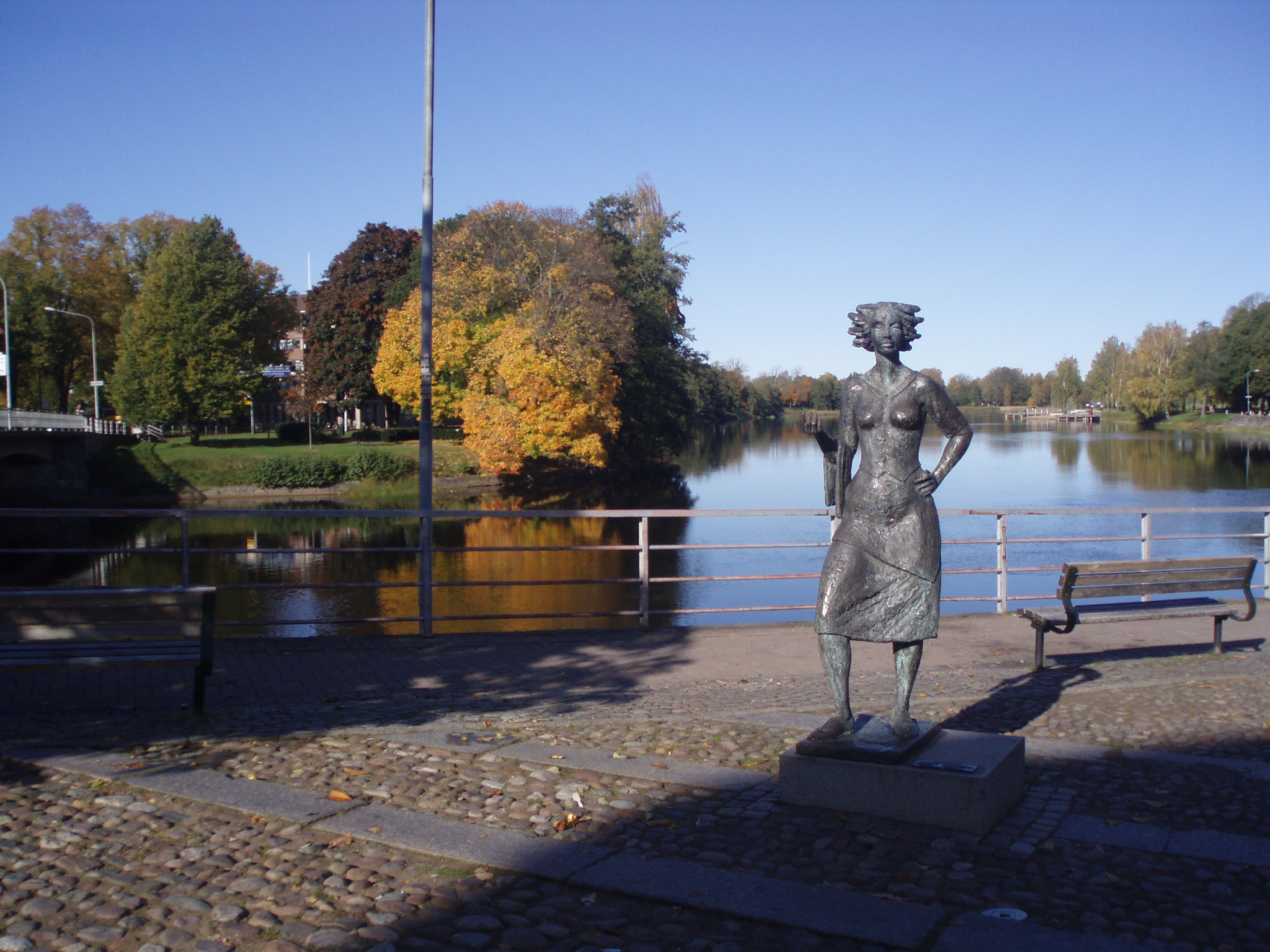
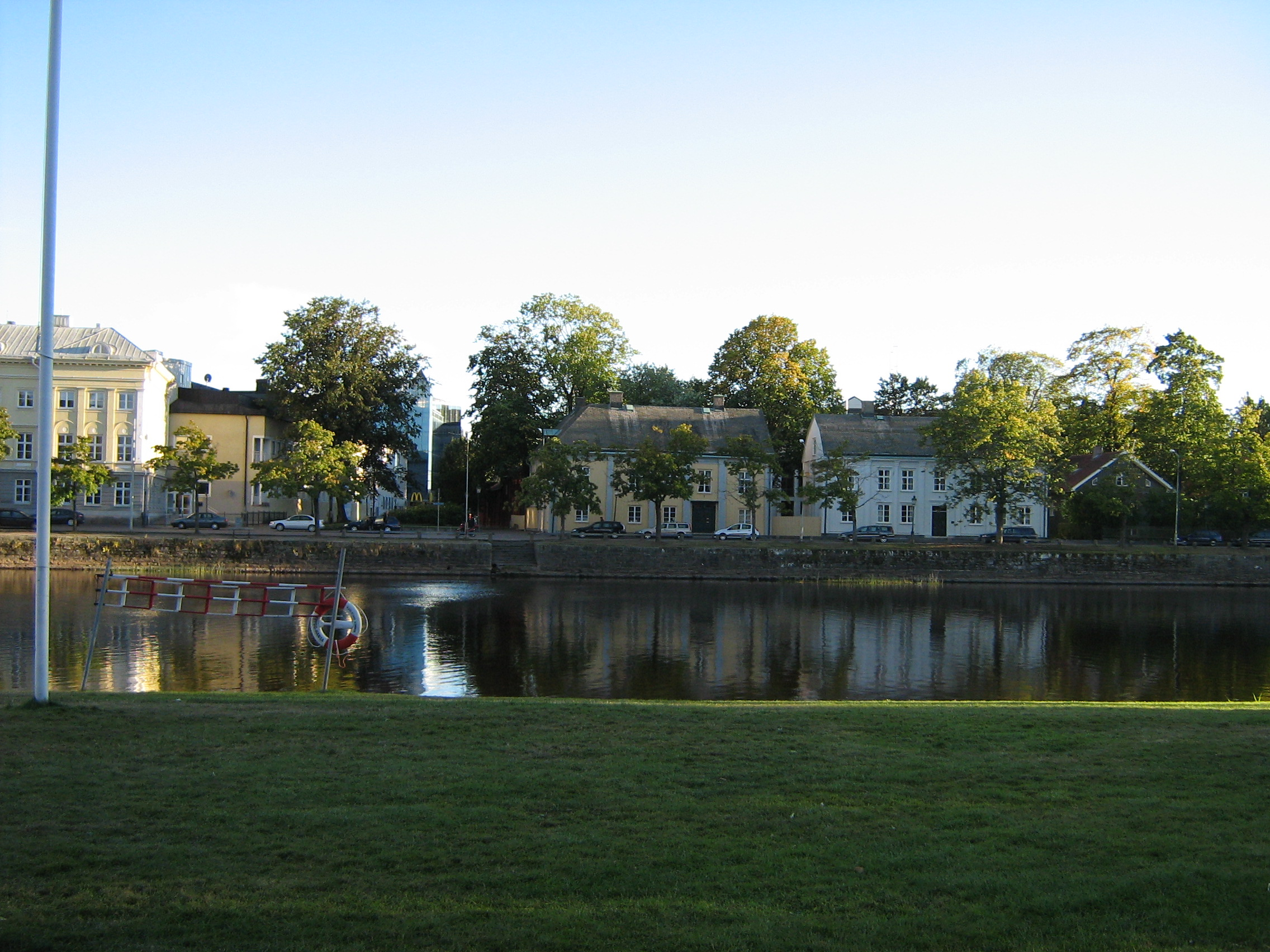
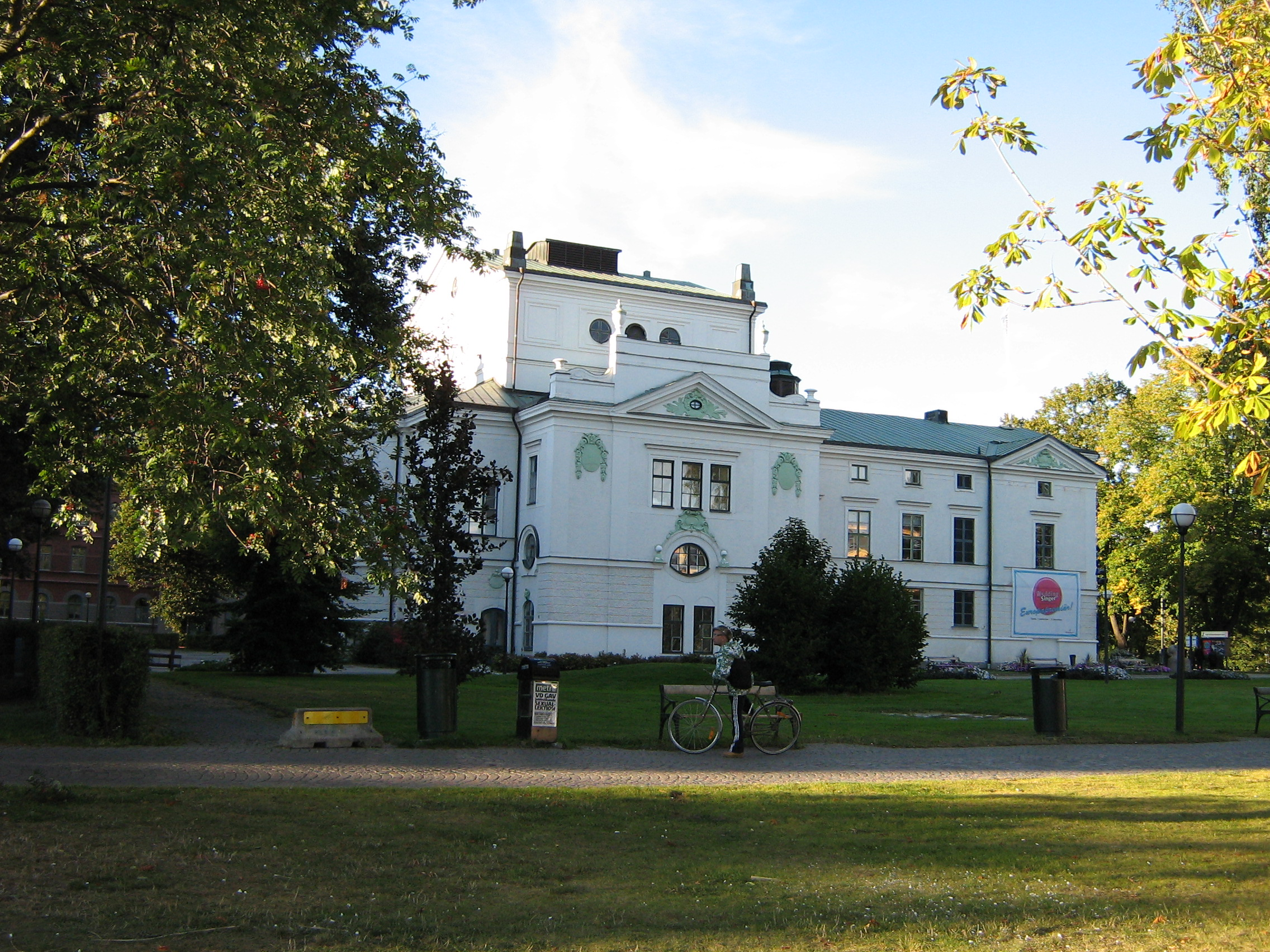
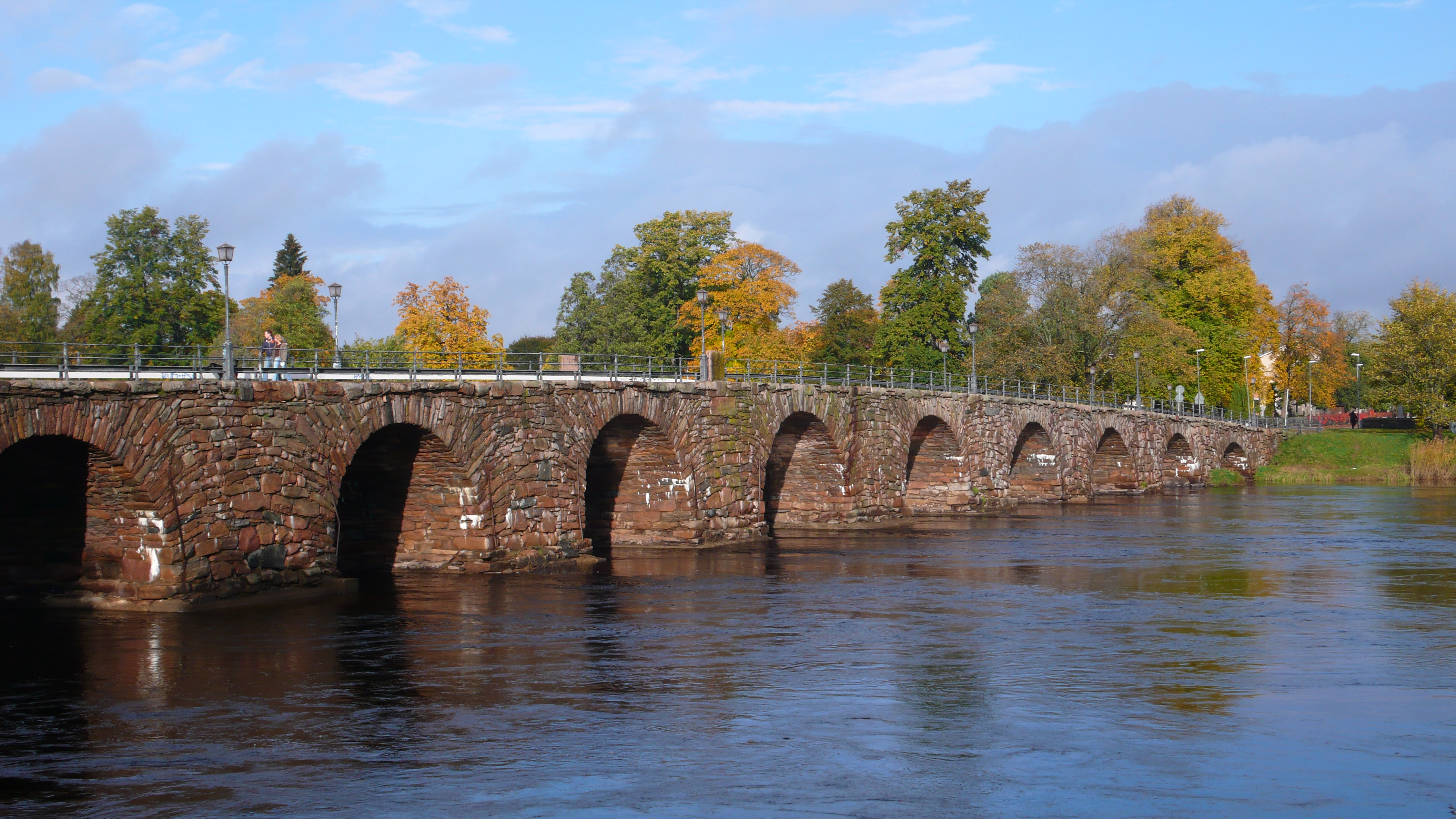
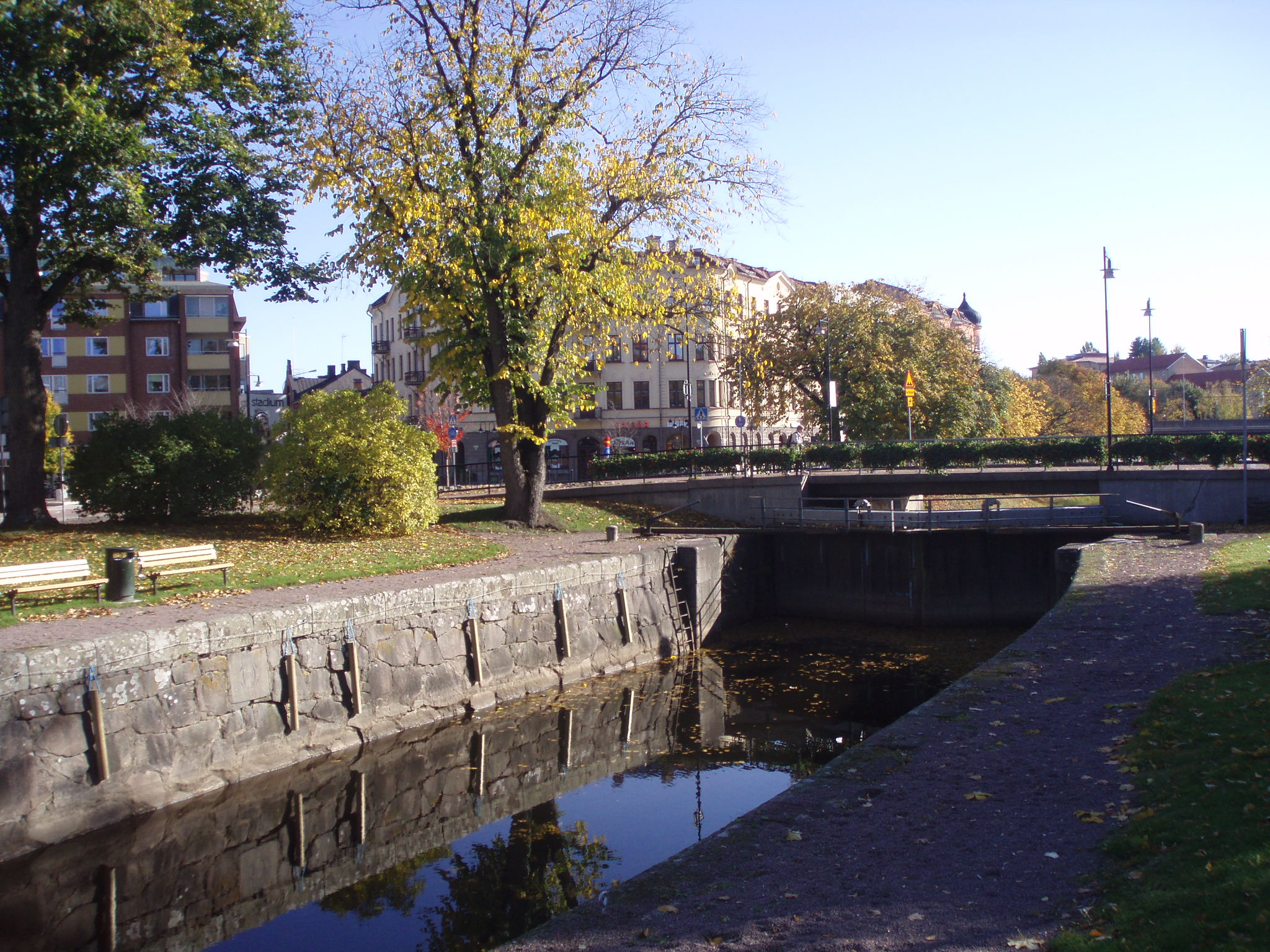
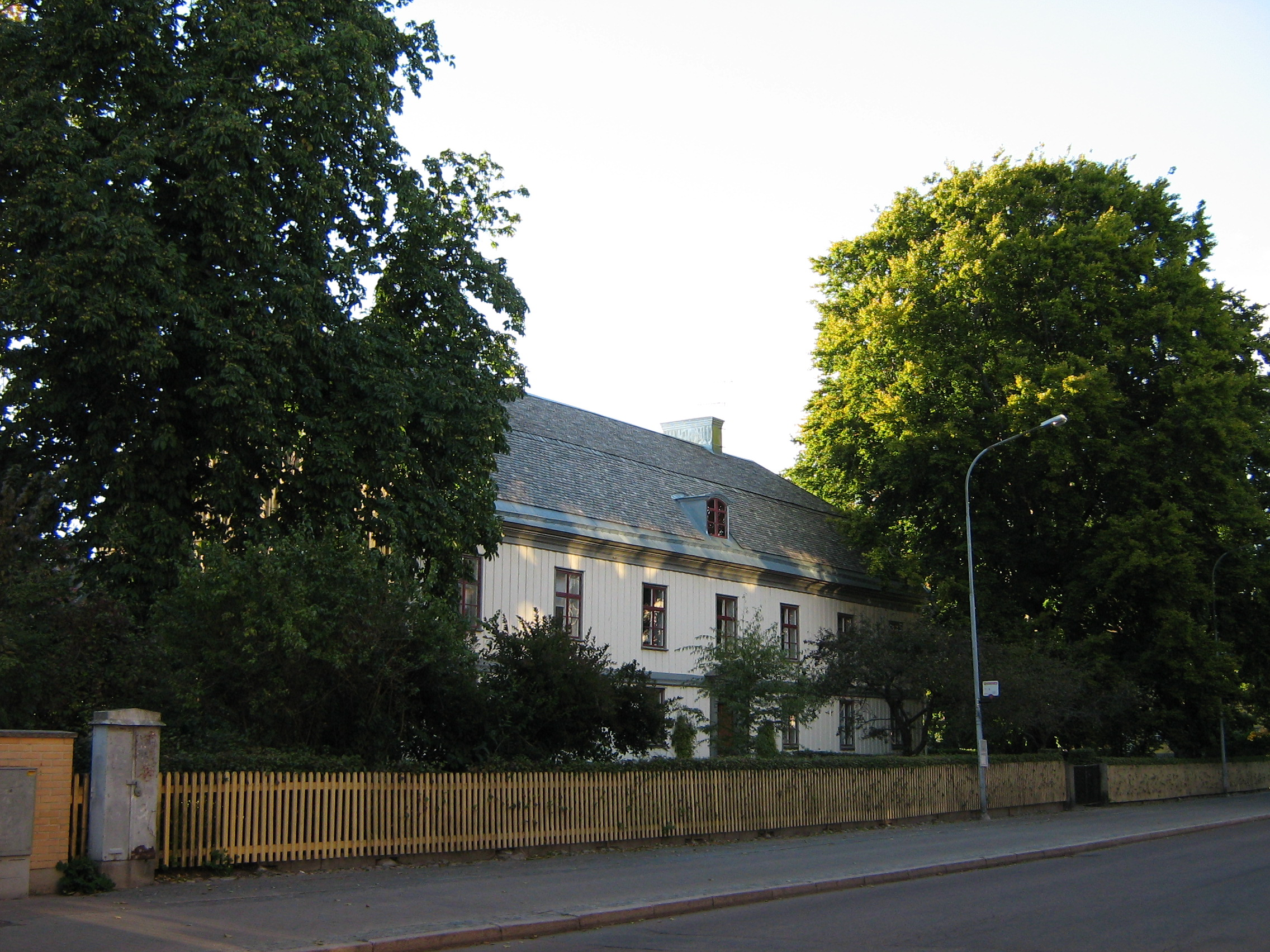
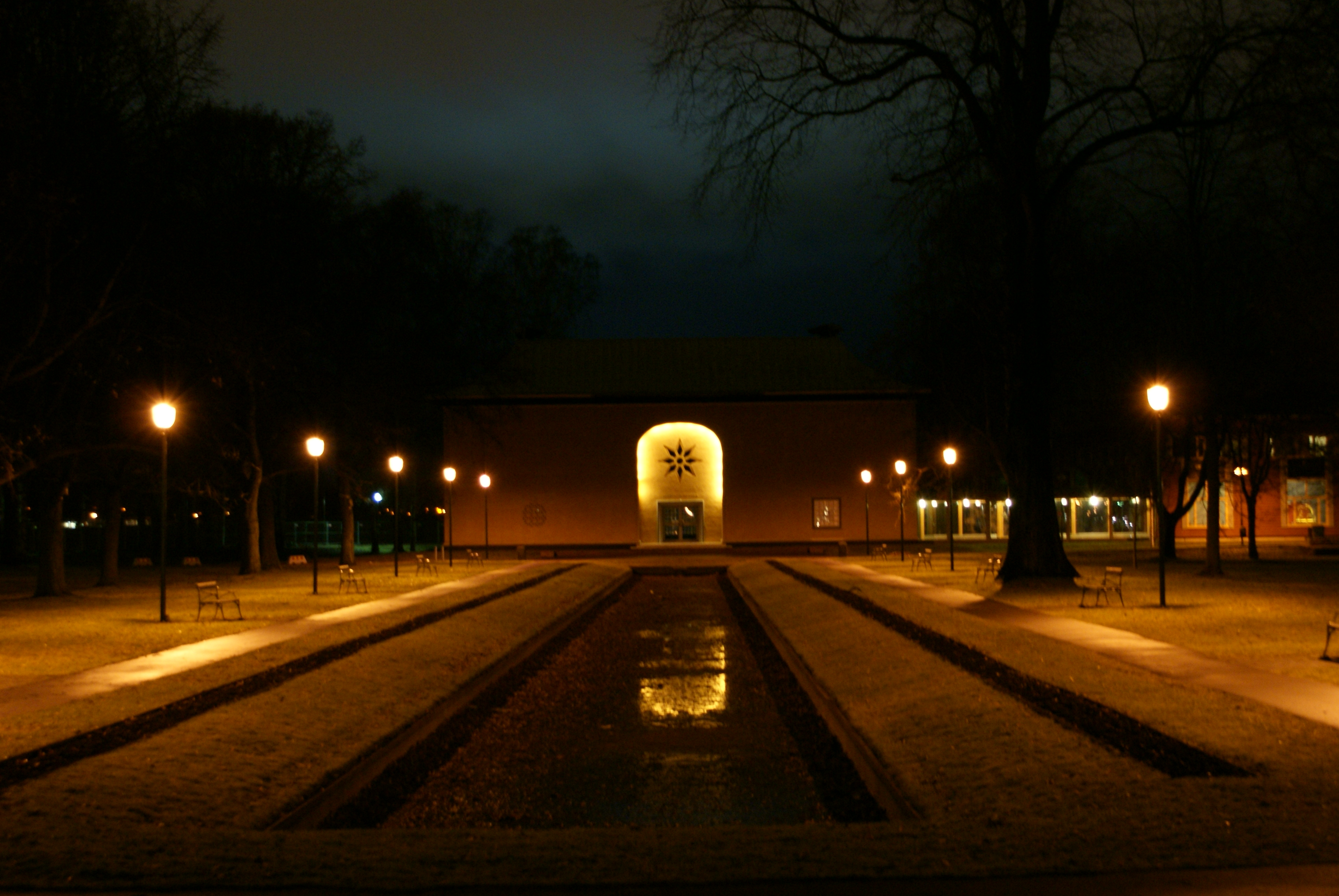
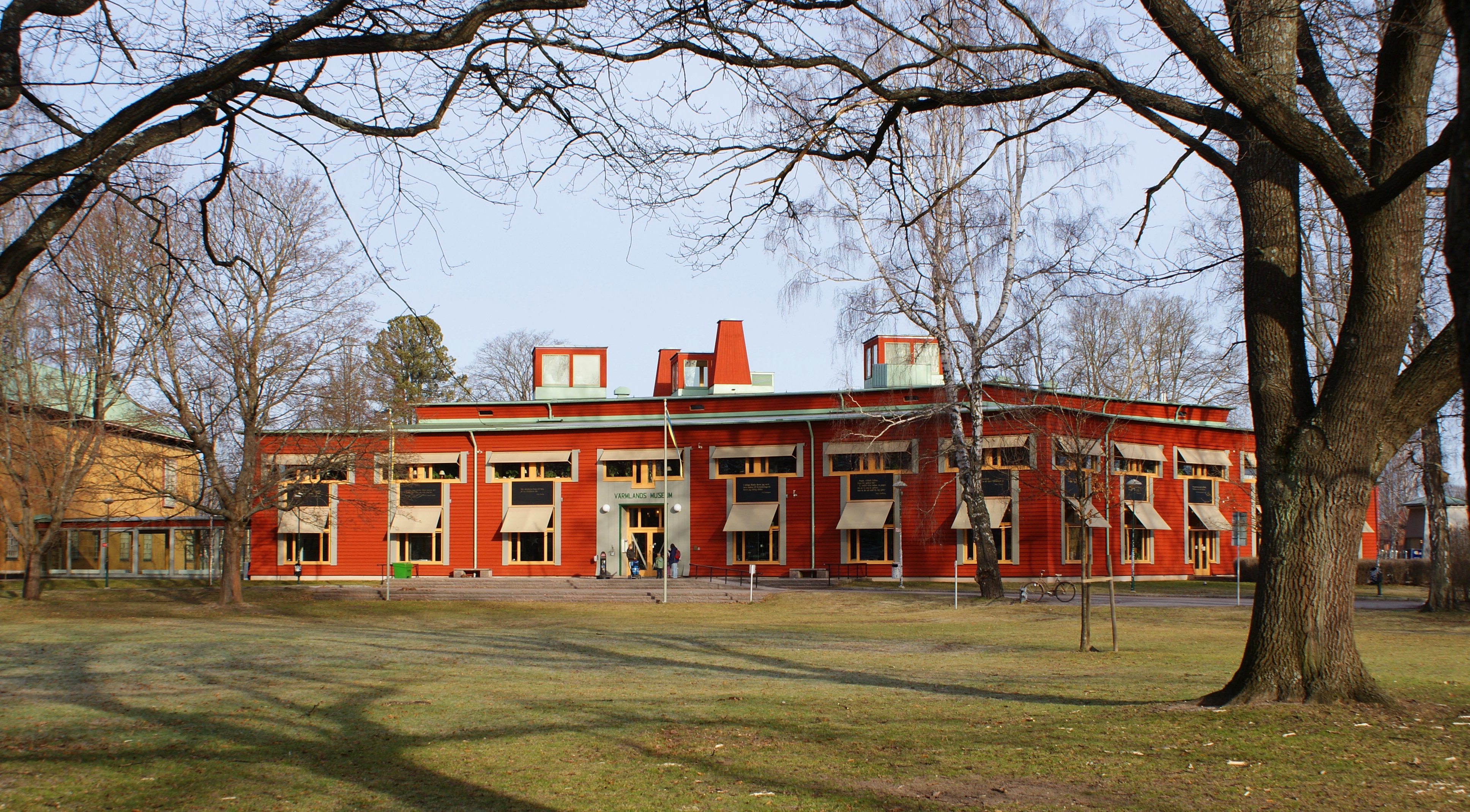
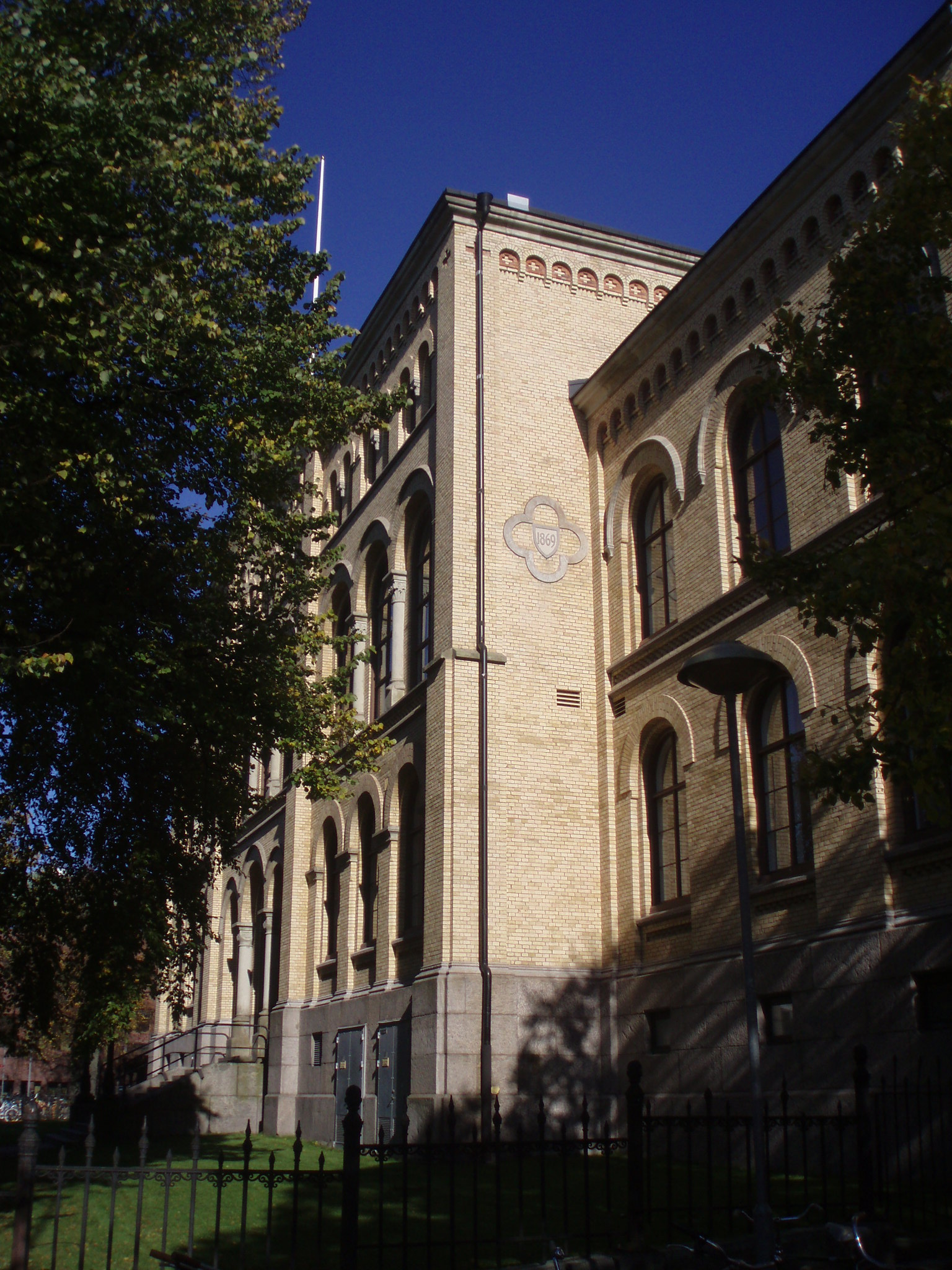
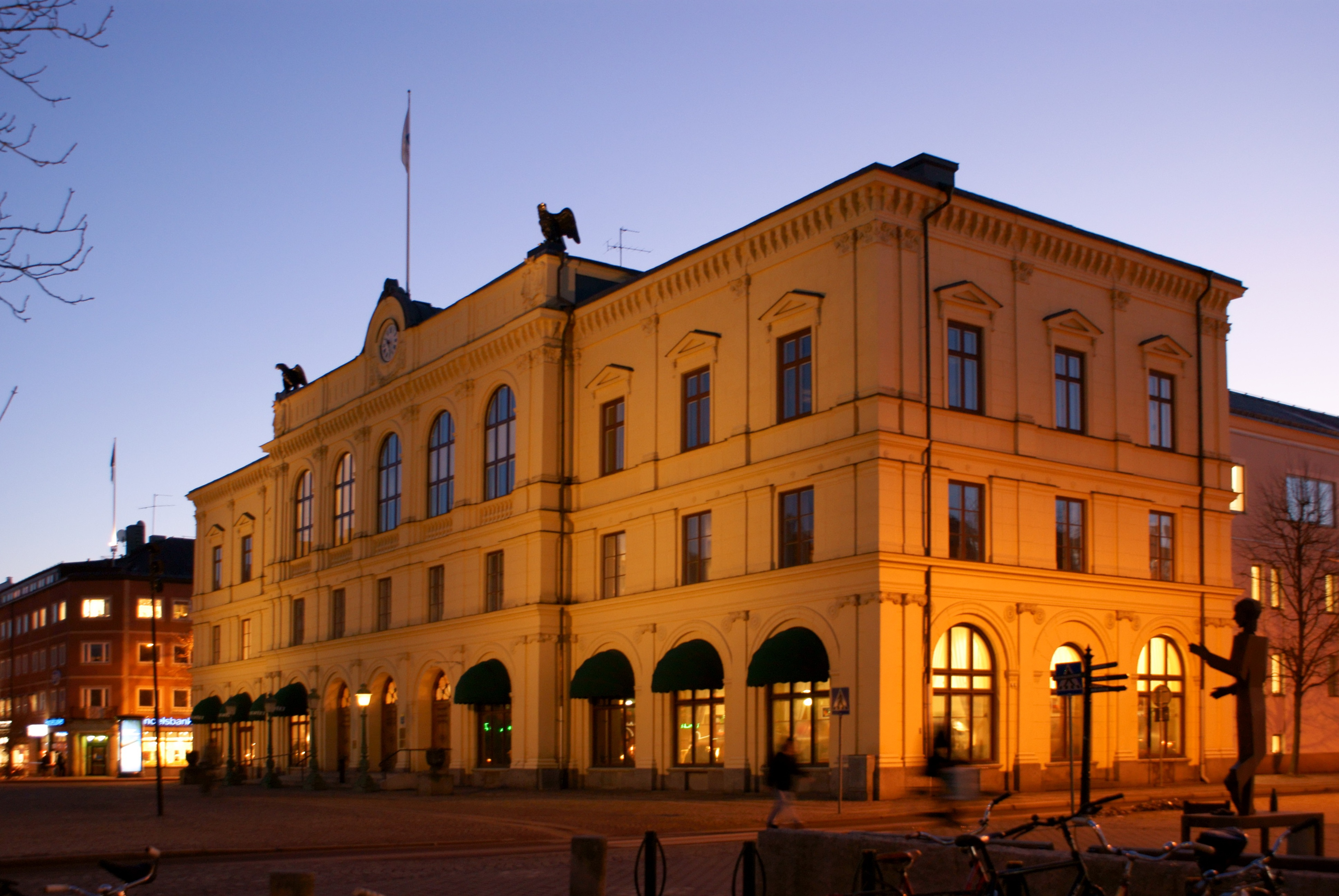